# كارل وايسنبرغ
كارل وايسنبرغ (بالألمانية: Karl Weissenberg) (من مواليد 11 يونيو 1893 فيينا - 6 أبريل 1976 لاهاي) كان عالم فيزياء من النمسا، ويعرف بمساهماته في علم الجريان وعلم البلورات.
سمي باسمه كل من تأثير وايسنبرغ، أرقام وايسنبرغ، و ريغونيومتر وايسنبرغ وهو نوع من الريومتر . اخترع غونيومتر لحيود الأشعة السينية للبلورات فحصل على ميدالية داديل من معهد الفيزياء بلندن سنة 1946، يعرض مجتمع علم الجريان الأوروبي جائزة وايسنبرغ تكريما له.
ولد يوم 11 يونيو 1893 بمدينة فيينا في النمسا ومات سنة 1976 بهولندا. درس في جامعات فيينا، برلين، وينا متخدا الرياضيات كمادته الدراسية الأساسية. قام بالنشر في نظريات زمرة التماثل، الموتر، وجبر الماتريكس، ثم أجرى تجارب وعمليات رياضية متعلقة بعلم البلورات، علم الجريان، والعلم الطبي.

## الملاحظات والمراجع
الملاحظات
1. ↑  الريومتر هو جهاز يستعمل لقياس طريقة جريان أو حركة سائل أو نابض نتيجة للقوى المطبقة عليه.
2. ↑  الغونيومتر هو جهاز قديم كان يستعمل لقياس الزوايا أو تدوير الأجسام بدقة.

المراجع
1. 1 2  H. B. Seebohm (1973) Biographical Notes on Karl Weissenberg نسخة محفوظة 2011-09-02 على موقع واي باك مشين.
2. ↑  W. Philippoff (1973) Weissenberg’s Contributions to Rheology نسخة محفوظة 2011-09-02 على موقع واي باك مشين.
3. 1 2  H. Lipson (1973) Weissenberg’s Influence on Crystallography نسخة محفوظة 2010-11-21 على موقع واي باك مشين.
4. ↑  J. E. Roberts (1973) The Early Development of the Rheogoniometer نسخة محفوظة 2011-09-02 على موقع واي باك مشين.

## المزيد من القراءة
- منشورات كارل وايسنبرغ والمساهمون معه
- مركز أرشيفات تشرشل نسخة محفوظة 9 نوفمبر 2019 على موقع واي باك مشين. كتابات كارل وايسنبرغ (مع بيوغرافيا قصيرة)